# 유로빌리노젠
유로빌리노젠(영어: urobilinogen)은 빌리루빈의 환원 과정의 무색 부산물이다. 유로빌리노젠은 빌리루빈에 대한 세균의 작용에 의해 장에서 형성된다. 생성된 유로빌리노젠의 약 절반이 다시 흡수되어 간문맥을 통해 간으로 운반되어 순환계로 들어가 콩팥을 통해 배설된다.
용혈을 통해 형성된 빌리루빈은 장에서 유로빌리노젠을 증가시킨다. 간 질환(감염 등)에서 간내 유로빌리노젠의 순환이 억제되어 유로빌리노젠의 수준이 증가한다. 유로빌리노젠은 소변에서 뚜렷한 노란색의 유로빌린으로 전환된다.
장에서 유로빌리노젠은 직접적으로 갈색의 스테르코빌린으로 환원되는데, 스테르코빌린은 대변에 특징적인 색깔을 부여한다. 유로빌리노젠은 스테르코빌리노젠으로 환원될 수 있으며, 그 후에 스테르코빌린으로 더 산화될 수 있다. 이것은 정상적인 장간순환 유로빌리노젠 회로를 구성한다.
담도 폐쇄에서 정상보다 적은 양의 공액 빌리루빈은 유로빌리노젠으로 전환되기 위해 장에 도달한다. 제한된 양의 유로빌리노젠은 재흡수 및 배설을 위해 사용가능하므로 소변에서 발견되는 유로빌린의 양은 적다. 다량의 용해성 공액 빌리루빈은 순환계로 들어가 콩팥을 통해 배설된다. 이러한 기전은 담도 폐쇄에서 관찰되는 어두운 색의 소변과 엷은 색의 대변과 관련이 있다.
소변에서 적은 양의 유로빌리노젠은 완전한 폐색성 황달 또는 장내 미생물총을 파괴하는 광범위 항생제 치료로 인해 발생할 수 있다(장으로 들어가는 빌리루빈의 이동 통로의 폐색이나 장에서 유로빌리노젠 생성의 실패).
소변에서 적은 양의 유로빌리노젠 수치는 선천적인 효소성 황달(고빌리루빈혈증 증후군) 또는 염화 암모늄이나 아스코르브산과 같은 소변을 산성화시키는 약물 치료로 인한 것일 수 있다.
상승된 수치는 용혈성 빈혈(적혈구의 과도한 분해), 간의 과부하, 유로빌리노젠의 생성 증가, 재흡수(큰 혈종), 간 기능 제한, 간 감염, 중독이나 간경변증 등을 나타낼 수 있다.

## 명명법
유로빌리노젠(D-유로빌리노젠)은 두 개의 다른 화합물들, 즉 메소빌리루비노젠(I-유로빌리노젠) 및 스테르코빌리노젠(L-유로빌리노젠)과 밀접하게 관련되어 있다. 구체적으로 유로빌리노젠은 환원되어 메소빌리루비노젠을 생성할 수 있고, 메소빌리루비노젠은 더 환원되어 스테르코빌리노젠을 생성할 수도 있다. 그러나 혼란스럽게도 이 세 가지 화합물을 모두 합쳐서 "유로빌리노젠"이라고 부르는 경우가 많다.

## 측정
유로빌리노젠의 함량은 파라-다이메틸아미노벤즈알데하이드를 함유한 에를리히 시약과의 반응에 의해 결정되며, 에를리히 단위로 측정될 수 있다. 에를리히 시약은 유로빌리노젠과 반응하여 분홍색에 가까운 붉은색을 나타낸다. 1 에를리히 단위는 1 데시리터당 1 밀리그램의 유로빌리노젠(1 mg/dL)과 같다.

## 같이 보기
- 유로빌린